# Walerà III de Limburg

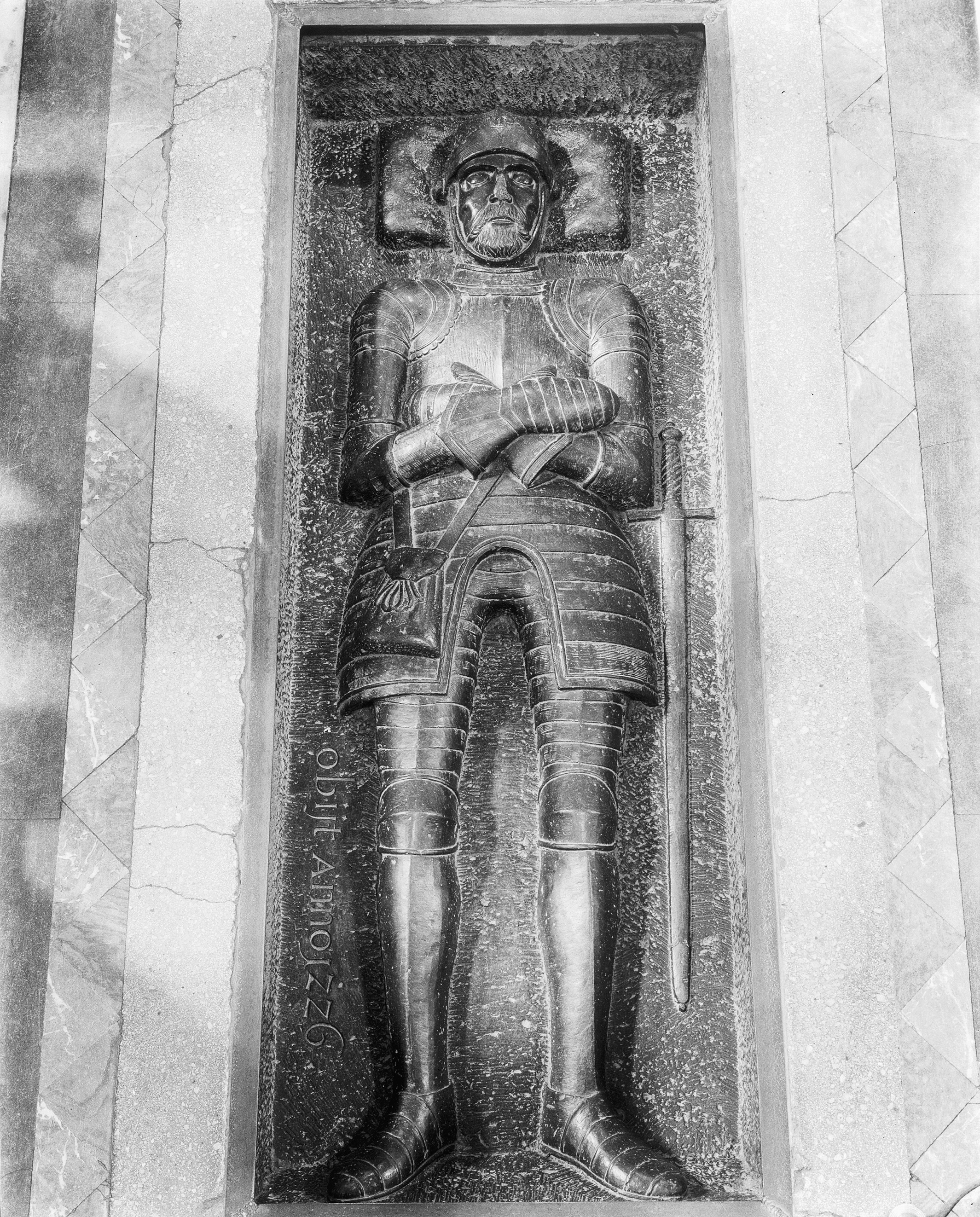
Tomba de Walerà III a Rolduc

Walerà III de Limburg (1180 - Rolduc, 2 de juliol de 1226). Va ser comte d'Arlon, senyor de Monschau, comte de Luxemburg de 1214 a 1226 i duc de Limburg de 1221 a 1226. Va ser el fill d'Enric III de Limburg, i Sofia de Saarbrücken.
No estava destinat a esdevenir comte de Limburg, perquè era el fill menor d'Enric III. Es va convertir en hereu el 1214 a la mort del seu germà gran. Per tant, primer va portar una vida aventurera i va participar el 1192 en la Tercera Croada. El 1212, va acompanyar al seu cosí Enric I de Brabant, en la presa de Lieja i després en una guerra contra el Comte de Gueldre.
El 1197, a la mort de l'emperador Enric VI, dos candidats van ser elegits: Felip de Suàbia i Otó IV de Brunswick. La lluita que es va produir entre els dos aspirants no es va acabar fins al 1208, amb la mort de Felip. Walerà, primer partidari de Felip, després es va decantar cap a Otó.
El seu segon matrimoni li va aportar l'important comtat de Luxemburg. Ermesinda sempre va pretendre el comtat de Namur, que havia passat a un nebot del duc Enric IV de Luxemburg, Walerà va afegir una corona a les armes del seu pare per commemorar aquest contracte. El 1221, va heretar Limburg a la mort del seu pare i el lleó de doble cua en el seu escut d'armes per demostrar que era el propietari de dues importants fortaleses. El 1223, va intentar aconseguir el comtat de Namur a Felip II de Courtenay-Namur, però sense èxit, van signar un tractat de pau el 13 febrer 1223 a Dinant. Després va participar en diverses campanyes i va acompanyar l'emperador a Itàlia. Al retorn d'un d'aquests viatges va morir al juny de 1226.

## Familia
Primer es va casar amb Cunegunda Lorena (- 1214), filla de Frederic I, senyor de Bitche i Ludmilla de Polònia, van tindre els fills:
- Sofia (c. 1190 - 1226/27), casada amb Frederic d'Isenberg (1193-1226), comte d'Altena.
- Matilde (c. 1192 – desp. 1234),, casada amb Guillem III de Jülich, comte de Jülich
- Enric IV (1195 - 1247), duc de Limburg i comte de Berg pel matrimoni;
- Walerà (- 1242), senyor de Monschau i Valkenburg;

Vidu, es va casar al maig 1214 amb Ermesinda I (1186 - 1247), vídua comtessa de Luxemburg de Tibald I (1158 - 1214), comte de Bar, l'única filla d'Enric IV de Luxemburg, comte de Luxemburg i Namur, i Agnès de Gueldre, van tindre els fills:
- Caterina (- 1255), casada en 1229 amb Mateu II (1193-1251), duc de Lorena.
- Enric V el Ros (1216 - 1281), comte de Luxemburg;
- Gerard (- 1303), comte de Durbuy;